# Josef Gassler
Josef Gassler (6. března 1893, Slavkov u Brna – 27. dubna 1978, Vídeň) byl rakouský expresionistický malíř.

## Kariéra
Narodil se v rodině slavkovského knihaře Jana Gasslera a jeho manželky Vilemíny, rozené Seidlerové.
Vystudoval akademii výtvarných umění ve Vídni, kde získal několik ocenění včetně Římské ceny. Zpočátku se kvůli extrémní chudobě a útlaku[ujasnit] způsobenému první světovou válkou přiklonil k melancholickým námětům a emocionálně nabitému stylu s nádechem hnutí zvaného Nová věcnost.
V letech 1927 až 1930 žil v Paříži, cestoval po Itálii a jižní Francii. Dále navštívil Prahu, Karlovy Vary a Vídeň. Po usazení v Karlových Varech trávil zimy v Praze, byl považován za nadprůměrného mezi sudetoněmeckými malíři . Příležitostně navrhoval porcelán a sklo pro Moser a další československé výrobce. Rovněž pracoval na nástěnných malbách a divadelních kulisách.
Jeho kariéra upadala s nástupem fašismu,[zdroj?], nicméně v roce 1942 byl mezi vystavujícími umělci v Karlových Varech (tehdy nacistické Německo).
V roce 1945 přesídlil do Vídně, kde pokračoval v práci a maloval především portréty, krajiny a studie květin.
Do konce života žil ve Vídni, kde ve své tvorbě pokračoval. Zemřel 27. dubna roku 1978.